# Zé Eduardo Nazário
José „Zé“ Eduardo Pinto Nazário (* 25. September 1952 in São Paulo) ist ein brasilianischer Jazz- und Fusionmusiker (Schlagzeug, Perkussion, Komposition). Er gilt als einer der einflussreichsten Schlagzeuger Brasiliens („professor dos professores“).

## Leben und Wirken
Nazário erhielt als Kind klassischen Klavierunterricht; dann wechselte er unter dem Einfluss seines Einfluss seines Cousins Luiz Manini, der ihn mit Bossa Nova und Jazz bekannt machte, ans Schlagzeug, und erhielt von diesem eine erste Unterweisung auf dem Instrument. Im Alter von zwölf Jahren spielte er in der Gruppe Xango 3. Bald entwickelt er die rhythmische Struktur des Jequibau, der für das Album Jequibau: The Exciting New Rhythm from Brazil von Mario Albanese und Ciro Nogueira verwendet wurden.
1966 traf er den Schlagzeuger Edson Machado und begann in den Clubs von Rio de Janeiro zu spielen, wo er bald in der Gruppe von Francisco Tenório Júnior auftrat und Guilherme Franco kennenlernte, mit der er die Grupo Experimental de Percussão de São Paulo gründete. Mit Gato Barbieri war er an der Aufnahme der Musik zum Spielfilm Minha Namorada (1971) von Zelito Viana beteiligt. 1972 nahm er zusammen mit Roberto Sion und Nelson Ayres in der Gruppe Mandala auf.
1973 holte ihn Hermeto Pascoal in seine Band, in der er bis 1976 blieb und das Album Viajando Com O Som (The Lost ’76 Vice-Versa Studio Session) einspielte. Weiterhin gründete er 1974 die Gruppe Malika mit seinem Bruder Lelo Nazário und dem Saxophonisten Hector Costita. 1977 gründete er gemeinsam mit Rodolfo Stroeter am Bass und Lelo Nazário am Piano die Grupo Um, die sich am Free Jazz orientierte. Egberto Gismonti holte ihn 1978 (gemeinsam mit Mauro Senize und Zeca Assumpção) zur Aufnahme seines Albums Nó Caipira. Mit John McLaughlin ging er auf Tournee durch Südamerika, auch war er neben Lô Borges und Milton Nascimento an dem Album Clube da Esquina 2 (1978) beteiligt.
Im Jahr 1989 organisierte er das Duo Nazário. 1991 holte Rodolfo Stroeter ihn als Ersatz für Nenê in die Gruppe Pau Brasil, mit der er zwei Alben einspielte. Auch nahm er mit Toninho Horta, Ivo Perelman, Badi Assad, Taiguara, Rodrigo Lima, Ithamara Koorax, Fernando Pacheco, The Blech, Teco Cardoso, Mônica Salmaso und Marlui Miranda auf. In den letzten Jahren arbeitete er auch mit dem amerikanischen Jazzgitarristen John Stein.

## Diskographische Hinweise
- Poema da Gota Serena (1982)
- Zen (1998)
- John Stein, Phil Grenadier, Fernando Brandão, John Lockwood, Zé Eduardo Nazario Color Tones (2017)

mit Grupo Um
- Marcha Sobre a Cidade (1979)
- Reflexão Sobre a Crise do Desejo (1981)
- Flor de Plástico Incinerada (1982)

mit Pau Brasil
- Babel (1994)
- Pau Brasil/Hermeto Pascoal (1995)

mit Percussônica
- Percussônica (1999)
- Hoje (2004)